# Disciplined Breakdown
Disciplined Breakdown es el tercer álbum de estudio de Collective Soul, lanzado el 11 de marzo de 1997. El álbum fue grabado durante un período difícil para la carrera de la banda, estaban en medio de un largo juicio con el anterior mánager del grupo, y al mismo tiempo estaban grabando el álbum en un estudio menor debido a la falta de dinero. 
A pesar de no ser tan exitoso como sus antecesores, Disciplined Breakdown consiguió dos número uno en los charts: "Precious Declaration" y "Listen".

## Lista de temas
1. "Precious Declaration"
2. "Listen"
3. "Maybe"
4. "Full Circle"
5. "Blame"
6. "Disciplined Breakdown"
7. "Forgiveness"
8. "Link"
9. "Giving"
10. "In Between"
11. "Crowded Head"
12. "Everything"

## El grupo
- Ed Roland - Guitarra, voz y productor
- Ross Childress - Primera guitarra
- Dean Roland - Segunda guitarra
- Will Turpin - Bajo y voces
- Shane Evans - Batería

## Posiciones en las listas

### Álbum
| Año  | Listas            | Posición |
| ---- | ----------------- | -------- |
| 1997 | The Billboard 200 | 16       |

### Sencillos
| Año  | Sencillo               | Listas                 | Posición |
| ---- | ---------------------- | ---------------------- | -------- |
| 1997 | "Precious Declaration" | Billboard Hot 100      | 65       |
| 1997 | "Precious Declaration" | Mainstream Rock Tracks | 1        |
| 1997 | "Precious Declaration" | Modern Rock Tracks     | 6        |
| 1997 | "Listen"               | Billboard Hot 100      | 72       |
| 1997 | "Listen"               | Mainstream Rock Tracks | 1        |
| 1997 | "Listen"               | Modern Rock Tracks     | 17       |
| 1997 | "Blame"                | Mainstream Rock Tracks | 11       |